# 紀元前43年
紀元前43年（きげんぜん43ねん）。

## 他の紀年法
- 干支 : 戊寅
- 日本
  - 崇神天皇55年
  - 皇紀618年
- 中国
  - 前漢 : 永光元年
- 朝鮮
  - 新羅 : 赫居世15年
  - 檀紀2291年
- 仏滅紀元 : 501年
- ユダヤ暦 : 3718年 - 3719年

## できごと

### ローマ
- 執政官 - ガイウス・ウィビウス・パンサ・カエトロニアヌスとアウルス・ヒルティウス
- 4月14日 - モデナでデキムス・ユニウス・ブルートゥスの軍に包囲されていたマルクス・アントニウスは、執政官パンサを破ったが、すぐにヒルティウスの軍に敗れた。両執政官は自害した。
- 4月21日 - マルクス・トゥッリウス・キケロにより、14回目で最後のアントニウス攻撃演説が行われた。
- 4月21日 - ムティナの戦いで、アントニウスは再びアウグストゥスとデキムス・ユニウス・ブルートゥスの連合軍に敗れた。アントニウスはガリア・ナルボネンシスに退却し、マルクス・アエミリウス・レピドゥスに加わった。その後すぐに、ブルートゥスは盗賊に殺された。
- 7月か8月 - アントニウスは再び大軍を率い、オクタヴィアヌスは抵抗なくローマに侵攻した。彼らの間を引き裂くキケロの計略は失敗したこととなった。
- 11月26日 - オクタヴィアヌスはアントニウス及びレピドゥスとボローニャで合流し、3人は5年間の協定を結んで第二回三頭政治が行われた。翌日、ティティウス法（lex Titia）が施行された。
- キケロが暗殺される。

### ガリア
- ルグドゥヌム（現在のリヨン）の街が建設された。

### アジア
- 伝説によると、ナーガセーナがパトナでエメラルド仏を作った。

## 誕生
- 3月20日 - オウィディウス、ローマの詩人（+ 17年/18年）
- イオタパ、メディア王国の姫

## 死去
- 6月か7月 - ポルキア・カトーニス、ブルートゥスの妻（* 紀元前70年）
- 12月7日 - マルクス・トゥッリウス・キケロ、ローマの政治家（* 紀元前106年）
- アティア・バルバ・カエソニア、ユリウス・カエサルの姪でアウグストゥスの母（* 紀元前85年）
- デキムス・ユニウス・ブルートゥス、ローマの政治家（* 紀元前85年）
- パブリウス・コルネリウス・ドラベラ、ユリウス・カエサル死後の執政官（* 紀元前70年）
- アウルス・ヒルティウス、ローマの政治家（* 紀元前90年）
- ガイウス・ウィビウス・パンサ・カエトロニアヌス、ローマの政治家
- ガイウス・トレボニウス、ユリウス・カエサルの暗殺者
- ガイウス・ウェッレス、腐敗したプラエトル（* 紀元前120年）